# Club photographique de Naniwa
Le club photographique de Naniwa (浪華写真倶楽部) est un club de photographie amateur d'avant-garde, créé avec le soutien de la société Kuwata Photographic Materials en 1904 à Osaka,, C'est le plus ancien club de photographie amateur du Japon. Ses membres clés sont Shozaburo Kuwata, Yoshinosuke Ishii, Koro Kometani, Hayuko Fukumori, Nakaji Yasui, Yoho Tsuda, Terushichi Hirai, Meison Kobayashi et Ori Umesaka.

## Histoire du club

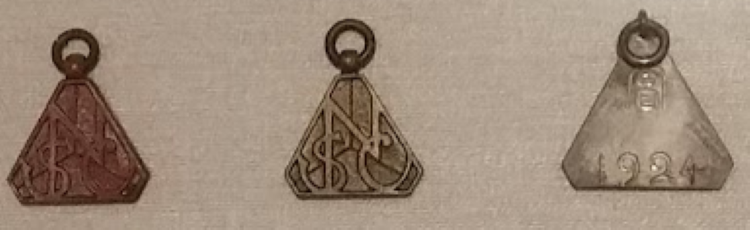
Médailles du club photographique de Naniwa.

Après sa création, le club présente ses travaux lors de l'exposition Nami-ten. Cette exposition de photographies a lieu presque sans interruption chaque année, à quelques exceptions près lors de la Seconde Guerre mondiale. La deuxième exposition du club a lieu en 1908 et donne le coup d'envoi de ses principales activités. Les photographes centraux de cette exposition sont Koro Kometani, Kinkei Yokoyama et Keibun Kajiwara. Ces photographes utilisent pour leurs tirages le procédé d'impression pigmentaire à la gomme bichromatée.
Durant l'ère Taisho, les travaux du groupe sont centrés sur le pictorialisme. Nakaji Yasui devient membre du club dans la seconde moitié de l'ère Taisho. Il utilise le procédé Bromoil pour créer ses photographies pictorialistes. Nakaji fonde en 1930 le Club photographique Tampei.
Le caractère des œuvres exposées par le club change radicalement lors de la 21e exposition Nami-ten, en 1932, lorsque les œuvres de Kiyoshi Koishi sont exposées. La série Early Summer Nerves de Koishi utilise des techniques spéciales telles que le photogramme et le photomontage. C’est à ce moment-là que le club photographique de Naniwa devient l’un des clubs centraux du mouvement japonais Shinko-Shashin (la nouvelle photographie). Ses membres se lancent dans une approche plus surréaliste de la photographie, au sein de l'avant-garde japonaise.
Avec le club photographique Tampei et l'Ashiya Camera Club, le club photographique de Naniwa devient le moteur culturel de la scène photographique du Kansai. Alors que leurs homologues de Tokyo se concentrent davantage sur une approche journalistique de la photographie, mettant en avant les problèmes sociaux, les clubs de photographie du Kansai poursuivent une approche de style plus moderniste.
Le club reprend ses activités après la fin de la Seconde Guerre mondiale. Parmi ses nouveaux membres, on compte Seizo Takada, Yoho Tsuda, Heihachiro Sakata et Shosuke Sekioka.